# Мачевање на Летњим олимпијским играма 1936.
Такмичење у мачевању на Олимпијским играма 1936. одржано је од 2. до 5. августа у Берлину. На програму је било седам дисциплина 6 у мушкој и 1. у женској конкуренцији.
Све златне медаље освојили су италијански и мађарски мачевалци. Французи су остали без иједне злате медаље први пут од Летњих олимпијских игара 1912., када нису учествовали на такмичењу у мачевању.
Науспешнији су били представници Италије са освојених 9 медаља (4 златве, 3 сребрне и 2 бронзане), а од појединаца такође преставник Италије Ђулио Гаудини са 3 медаље (2 златне и 1. сребрна).
Најстарји учесник био је Аргентинац Кармело Мерло са 55 година и 29 дана, а нахмлађи преставник Југославије Александар Николић са 17. година и 83 дана.

## Земље учеснице
На такмичењу је учествовало 311 мачевалаца (270 мушкараца и 41 жена) из 29 земаља.
1. Аргентина (11)
2. Аустрија (15)
3. Белгија (20)
4. Бразил (6)
5. Бугарска (1)
6. Грчка (8)
7. Данска (9)
8. Египат (5)
9. Италија (16)
10. Југославија (12)
11. Канада (8)
12. Костарика (1)
13. Мађарска (19)
14. Мексико (2)
15. Немачка (18)
16. Норвешка (5)
17. Пољска (11)
18. Португалија (5)
19. Румунија (7)
20. САД (22)
21. Уједињено Краљевство (18)
22. Уругвај (5)
23. Турска (7)
24. Француска (19)
25. Холандија (11)
26. Чехословачка (13)
27. Чиле (7)
28. Швајцарска (18)
29. Шведска (13)

## Освајачи медаља

### Мушкарци
| Дисциплине         | | | |
| Мач појединачно    | Франко Рикарди Италија                                                                                         | Саверуио Рањо Италија                                                                                     | Ђанкарло Корнађа Медичи Италија                                                                         |
| Мач екипно         | Италија Алфредо Пецана Едоардо Манђароти Саверио Рањо Ђанкарло Корнађа Медичиi Ђанкарло Брусати Франко Рикарди | Шведска · Hans Drakenberg · Hans Granfelt · Gustaf Dyrssen · Густав Алмрен · Birger Cederin · Свен Тофелт | Француска · Henri Dulieux · Philippe Cattiau · Жорж Бишар · Paul Wormser · Мишел Пеше · Bernard Schmetz |
| Флорет појединачно | Ђулио Гаудини Италија                                                                                          | Edward Gardère · Француска                                                                                | Ђорђо Бокчино Италија                                                                                   |
| Флорет екипно      | Италија Ђорђо Бокчино Манлио ди Роза Ђоакино Гварања Чиро Верати Ђулио Гаудини Густави Марци                   | Француска · Edward Gardère · André Gardere · Jacques Coutrot · René Bougnol · René Bondoux · René Lemoine | Немачка Siegfried Lerdon August Heim Erwin Casmir Julius Eisenecker Stefan Rosenbauer Otto Adam         |
| Сабља појединачно  | Ендре Кабош · Мађарска                                                                                         | Густаво Марци Италија                                                                                     | Аладар Гаревич · Мађарска                                                                               |
| Сабља екипно       | Мађарска · Пал Ковач · Тибор Берцељ · Имре Рајци · Аладар Гаревич · Ендре Кабош · Ласло Рајчањи                | Италија Винченцо Пинтон Алдо Масчота Атос Танцини Алдо Монтано Густаво Марци Ђулио Гаудини                | Немачка Ханс Јергер Julius Eisenecker August Heim Erwin Casmir Рихард Вал Ханс Есер                     |

### Жене
| Дисциплине         |                       |                      |                       |
| Флорет појединачно | Илона Елек · Мађарска | Хелене Мајер Немачка | Елен Прајс · Аустрија |

## Биланс медаља
|    | Земља      |   |   |   |    |
| -- | ---------- | - | - | - | -- |
| 1. | Италија    | 4 | 3 | 2 | 9  |
| 2. | Мађарска   | 3 | 0 | 1 | 4  |
| 3. | Француска  | 0 | 2 | 1 | 3  |
| 4. | Немачка    | 0 | 1 | 2 | 3  |
| 5, | Шведска    | 0 | 1 | 0 | 1  |
| 6. | Аустрија   | 0 | 0 | 1 | 1  |
|    | Укупно (6) | 7 | 7 | 7 | 21 |